# Идрицкая улица
И́дрицкая у́лица — улица в Московском районе Санкт-Петербурга. По проекту проходит от Великолукской улицы до Великолукской улицы, фактически недостает 70 метров возле железнодорожного переезда. Связана с внешним миром — с Порховской улицей — безымянной дорогой через переезд.

## История
Название было присвоено 4 июня 2019 года. Согласно топонимической концепции, все улицы на территории между Окружной, Варшавской железными дорогами и КАД наименованы по станциям Псковской области. Это обусловлено тем, что Варшавская железная дорога ведет в том числе в Псковскую область. Идрица — посёлок городского типа в Себежском районе Псковской области.
Движение по Идрицкой улице открывалось секциями, что объяснялось посекционным вводом единственного жилого дома вдоль Идрицкой улицы. Первый участок, 500-метровый, был запущен в 2019 году. В 2022 году Идрицкая улица соединилась с Великолукской улицей; с этого момента протяженность Идрицкой улицы составила 1 км.

## Застройка
Единственный дом, выходящий на Идрицкую улицу, имеет адрес: Пулковское шоссе, 42, корпус 6. По Идрицкой улице он не получил адрес, поскольку адрес дому присвоили 23 января 2019 года, то есть более чем за четыре месяца до утверждения названия улицы. Причиной затягивания процесса присвоения названия улицы называется нерасторопность топонимической комиссии, которая затягивала процесс.
Жилой дом сдавался секциями: осенью 2019 года была сдана в эксплуатацию первая, западная секция, осенью 2020 года — вторая, весной 2021 года — третья, осенью 2021 года — последняя, четвертая. Дом имеет самый длинный в Петербурге прямой фасад — около 500 метров.

### Дома
- № 5, корпус 2, — школа (2023[8])
- № 5, корпус 3, — детский сад (2022[9])